# 2009: Втрачені спогади
«2009: Втрачені спогади» (кор. 2009 로스트메모리즈) — науково-фантастичний південнокорейський фільм у жанрі альтернативної історії режисера Лі Сі-мунга, адаптація роману У пошуках епітафії Бок Гео-Іла. Дистриб'ютор — CJ Entertainment, фільм вийшов 1 лютого 2002 р.

## Сюжет

### Передісторія
1909 рік. Наближається анексія Кореї Японською імперією. Корейський терорист Ан Чунгин збирається вчинити замах на главу Таємної ради Японії Іто Хіробумі. Але один з охоронців Іто — Іноуе — ніби знав заздалегідь про підготовку замаху — і Ан отримує кулю в руку, перш ніж встигає вистрілити. Через це історія йде іншим шляхом:
- 1910 рік. Приєднання Кореї до Японії. Іто Хіробумі призначений першим генерал-губернатором Кореї.
- 1919 рік. Розігнано нелегальні збори у Парку Пагод.
- 1921 рік. Іноуе призначений другим генерал-губернатором Кореї.
- 1932 рік. Юн Понгіль убитий в парку Ханькоу (Шанхай).
- 1936 рік. Війська Японії і США борються у Другій світовій війні у складі союзної коаліції.
- 1943 рік. Японія приєднує Маньчжоу-го.
- 1945-й. На Берлін скинута атомна бомба.
- 15 серпня 1945 року. Закінчення Другої світової війни перемогою союзників.
- 1960 рік. Японія прийнята в ООН як постійний член Ради Безпеки.
- 1965 рік. Супутник «Сакура-1» виходить на орбіту.
- 1988 рік. Олімпійські ігри проходять у Нагої.
- 2002 рік. У Японії відбувся чемпіонат світу з футболу.

### Основний сюжет
2009 рік. Скоро 100 років відтоді, як Корея була включена до складу Японії. Японська імперія є другою за впливом (після США) країною в світі і охоплює Японські острови, Корейський півострів, Маньчжурію, Сахалін, східне узбережжя Китаю, Курильські острови, Приморський край, В'єтнам і Філіппіни. У столиці Кореї Кейдзі перед палацом японського генерал-губернатора стоїть пам'ятник Тойотомі Хідейосі.
Оскільки більша частина корейців не хоче незалежності, прихильники проголошення незалежності Кореї, об'єднані в угруповання «Фурейсендзін» (яп. 不逞鲜人 «непокірні корейці»?) або Корейська республіканська армія, перейшли до терору. Фурейсендзін здійснює наліт на культурний центр в Кейдзі, в якому Іноуе Гендзі — онук другого генерал-губернатора Кореї — виставляв стародавні експонати зі своєї колекції. Головним експонатом колекції є артефакт місячна душа, яким древні корейські жерці робили жертвопринесення. Цей артефакт дозволяє подорожувати у часі. Агент JBI (японський аналог ФБР) корейського походження Сакамото Масаюкі, проаналізувавши наявні факти, приходить до висновку, що вся діяльність «Фурейсендзін» так чи інакше пов'язана з Фондом Іноуе. Разом зі своїм другом Сайго Седзіро він починає розслідування. Сакамото довідується, що завдяки місячній душі Іноуе вдалося запобігти атомне бомбардування Японії в 1945 році, проте іншим наслідком зміни історії стала втрата незалежності Кореї. Тим часом Сакамото відсторонюється від розслідування «за корейське походження» і звинувачується у вбивстві свого вітчима. Рятуючись від колишніх колег, Сакамото виявляється на стороні корейських терористів. Сакамото і його подружка-партизанка повертають артефакт на місце і відкривають портал у часі в Харбін 1909 року. Крізь портал проходять двоє — Сакамото і Сайго. Двоє друзів стають ворогами. Сакамото повертає історію в колишнє русло.